# Ilja Kutěpov
Ilja Olegovič Kutěpov (rusky: Илья Олегович Кутепов, IPA: [ɪˈlʲja ɐˈlʲegəvʲɪtɕ kʊˈtʲepəf]; 29. července 1993) je ruský profesionální fotbalista a bývalý reprezentant, který hraje na pozici středního obránce. Od roku 2023 hraje za klub Veles Moskva.

## Klubová kariéra
V Ruské Premier Lize debutoval 10. prosince 2012 za Spartak Moskva v zápase proti Rubinu Kazaň.
Kutěpov opustil Spartak po vypršení smlouvy 2. června 2022.
Dne 1. července 2022 podepsal Kutěpov smlouvu s Torpedo Moskva na jednu sezónu s opcí na druhý rok.

## Reprezentační kariéra
V srpnu 2016 byl povolán do seniorského ruského týmu na zápasy proti Turecku a Ghaně. Debutoval 9. října 2016 v přátelském utkání proti Kostarice.
Dne 11. května 2018 byl zařazen do rozšířené ruské nominace pro Mistrovství světa ve fotbale 2018. Dne 3. června 2018 byl zařazen do konečné nominace pro Mistrovství světa. Rusko nakonec vypadlo ve čtvrtfinále po penaltovém rozstřelu s Chorvatskem.

## Úspěchy

### Spartak Moskva
- Ruská Premier Liga: 2016–17
- Ruský Superpohár: 2017

### Rusko (do 21 let)
- Pohár Společenství nezávislých národů: 2013